# Sigrid Paues
Ellen Sigrid Adolfina Paues, född 26 januari 1868 i Gävle, död där 16 april 1955, var en svensk kvinnlig lärare, en av Sveriges första kvinnliga studenter och i synnerhet Gävles första kvinnliga student. Paues var lärarinna vid Själanderska efter sin avlagda examen.